# TDK
TDK Corporation (japonsky TDK株式会社) je japonská společnost zaměřená na výrobu elektrotechniky. TDK je zkratkou původního názvu „Tókjó Denki Kagaku Kógyó“ (Tokijský elektrický a chemický průmysl).
Firma byla založena v Tokiu v roce 1935 a stala se prvním světovým producentem feritových magnetů. V roce 1952 začala vyrábět magnetické pásky, v roce 1966 audiokazety a v roce 2004 disky Blu-ray.
V roce 1965 otevřela firma pobočku v New Yorku a v roce 1970 první evropskou pobočku ve Frankfurtu nad Mohanem.
TDK patří mezi společnosti, podle nichž se určuje burzovní index Nikkei 225. Společnost je sponzorem mistrovství světa v atletice a v letech 1983 až 1991 sponzorovala nizozemský fotbalový klub AFC Ajax. Ve městě Nikaho bylo otevřeno firemní muzeum.